# Ураксіна Расіма Мінібулатівна
Расіма Мінібулатівна Ураксіна (19 жовтня 1950, Новояппарово, Давлекановський район, Башкирська АРСР, СРСР — 23 серпня 2015, Уфа, Башкортостан, Росія) — поетеса, драматургиня, фольклористка, перекладачка. Членкиня Спілки письменників Башкортостану. Кандидатка філологічних наук. Доцентка кафедри педагогіки та методик дошкільної освіти Башкирського державного педагогічного університету імені М. Акмулли. Заслужена вчителька Башкирської РСР (1991). Заслужена мисткиня Республіки Башкортостан (2007).

## Життєпис
Народилася 19 жовтня 1950 року в селі Новояппарово Давлеканівського району Башкирської АРСР.
1974 року закінчила Башкирський державний університет. 1995 року захистила кандидатську дисертацію на тему «Роль фольклору у формуванні башкирської дитячої літератури».
Працювала викладачкою в Сибайському педагогічному училищі, в Башкирській республіканській гімназії № 1 ім. Р. Гаріпова, заступником директора з науки в Уфимському педагогічному коледжі № 2, викладачкою на кафедрі педагогіки та методик дошкільної освіти Башкирського державного педагогічного університету імені М. Акмулли. Протягом 2002—2007 років викладала у Вищому театральному училищі імені М. С. Щепкіна в Москві.

## Творча діяльність
Поєднувала роботу педагогом із письменницькою творчістю для дітей. Видала поетичні збірки «Гарна ложка на базарі» (рос. Красивая ложка на базаре; 1992), «Смачно, смачно, смачненько» (рос. Вкусно, вкусно, вкусненько; 1996), п'єсу «Земля кругла» (рос. Земля круглая; 1996).
На її вірші башкирська композиторка О. Зіннурова написала близько 40 пісень, зокрема «Салават», «Курай», «Дідусеві медалі» (рос. Дедушкины медали) та ін.
Цікавилась дитячим фольклором. Збирала башкирський дитячий фольклор, видала 1 та 2 томи башкирського дитячого фольклору (1991, 1994).
П'єси Расіми Мінібулатівни для дітей «Клубочок ти мій круглий» (рос. Клубочек ты мой круглый), «Дванадцять вовчих голів» (рос. Двенадцать волчьих голов) ставилися в Сибайському дитячому театрі, п'єса «Цокотуха» — в Національному молодіжному театрі РБ.
Перекладала п'єси зарубіжних та російських класиків. Переклала башкирською мовою п'єси C. Найдьонова «Діти Ванюшина», Ж. Б. Мольєра «Дон Жуан», трагедію Шекспіра «Ромео і Джульєтта».

## Нагороди та звання
- Заслужений вчитель Башкирської РСР (1991).
- Заслужений діяч мистецтв Республіки Башкортостан (20 квітня 2007 року) — за великі заслуги у вихованні та підготовці творчих кадрів.[2]
- Відмінник освіти СРСР (1990).
- Знак ВЦРПС «За досягнення в самодіяльному мистецтві»[ru].

## Книги
- Вкусно-вкусно-вкусненько: Стихи, сценарии: [Для мл. шк. возраста] / Расима Ураксина; [Худож. М. Биишев], Уфа Башк. изд-во «Китап» 1996.
- Ложка ты моя расписная: Стихи: [Для мл. шк. возраста] /; [Худож. В. Рудаков], 23 с. цв. ил. 20 см, Уфа: Башк. изд-во «Китап» 1992